# Morana machaerifera
Espèce
Morana machaerifera est une espèce de coléoptères de la famille des Staphylinidae et de la sous-famille des Pselaphinae.

## Répartition et habitat
Cette espèce est décrite du Guandong, en Chine.